# Сандиа
Сандиа (индон. Sandia; 16 января 1926, Батавия, Голландская Ост-Индия — 22 октября 2002, Джакарта, Индонезия) — индонезийская художница, телеведущая, редактор, педагог, поэт-песенник. Была широко известна как госпожа Касур (индон. Ibu Kasur). Подобным обращением она была обязана своему мужу и многолетнему коллеге Сурьёно, который, в свою очередь, получил известность как господин Касур (индон. Ibu Kasur): в юности к нему по индонезийской традиции обращались, использую начальную часть имени, братец Сур (индон. Kak Sur — Как Сур), а позднее на основе этого обращения возникло прозвище Касур .

## Биография
В молодости присоединилась к индонезийскому скаутскому движению, где познакомилась со своим будущим мужем Сурьёно — Паком Касуром. Руководствуясь стремлением к улучшению детского образования и школы, вместе с мужем в 1965 году открыла в своем доме школу раннего развития под названием «Мини-детский сад». Развитие этой школы стало целью  жизни их семьи. В числе известных выпускников мини-детского сада — известные Мегавати Сукарнопутри, Хайоно Исман и многие другие.
Сандиа занималась образовательными программами по всей Индонезии в качестве ведущей детских программ на Radio Republik Indonesia и в качестве главы созданного ею Фонда для малышей Setia, который к 1990-м годам открыл четыре отделения детских садов по всей стране. Сандиа также редактировала детский журнал, сняла детский фильм и сочинила десятки детских стишков и песен.
В Национальный день защиты детей в 1988 году Сандиа была награждена Президентской премией за свои достижения как в творчестве, так и в качестве педагога. Сегодня многие из 150 её детских песен, такие как «Kucingku» («Мой кот») или «Bertepuk Tangan» («Хлопанье в ладоши»), до сих пор поют молодые люди по всей Индонезии.
Умерла от инсульта.

## Память
- 16 января 2022 года компания Google отпраздновала её 96-й день рождения дудлом[1].
- Почта Индонезии в 2004 г. выпустила в оборот марку с её изображением.